# Casanovas Erbe
Casanovas Erbe ist ein deutsches Stummfilmmelodram aus dem Jahre 1928. Unter der Regie von Manfred Noa spielt Harry Hardt die Titelrolle.

## Handlung
Albert Freiherr von Bingern steht auf den Trümmern seiner Existenz. Als Berufsoffizier deklassiert, will er in die Vereinigten Staaten auswandern. Um sein Grundkapital für den Neubeginn aufzustocken, lässt er sich auf ein Spiel mit dem Geiger Paul Hess ein … und verliert prompt. Als Ausgleich der Spielschuld überlässt der Baron dem Geiger, wie er eine eher fragwürdige Existenz, seinen Ring, der ihn als Freiherrn ausweist. Als Bingern das Schiff nach Amerika besteigt, schlägt er Hesse in einem Anfall von Galgenhumor vor, dann doch gleich die gesamte Existenz auszutauschen und überlässt Paul auch noch seine Dokumente, die ihn als Adeligen ausweisen. Sie könnten, so Baron Bingern, Hess bei einem anderen Leben vielleicht von Nutzen sein. Offensichtlich hatte Baron von Bingern vor, seinem Leben während der Überfahrt ein Ende zu setzen, jedenfalls stürzt er sich bei voller Fahrt in die atlantischen Fluten und kommt darin um. 
Paul Hesse aber, der neue Freiherr von Bingern, will nun mit seiner neuen Existenz richtig durchstarten. Er ist ein Gauner durch und durch und betört mit falschem Titel und wenig Geld gleich reihenweise die Frauen: Seine Quartiersfrau umgarnt er solange, bis er ihr gesamtes Vermögen verprasst hat, und das Stubenmädchen der Baronin Buchhorst, wo man ihn als vorgeblich als einen ihres Standes aufnimmt, wird von Paul Hess alias Albert von Bingern verführt und anschließend sitzengelassen. Dann wickelt der Frauenbetörer auch noch die verwitwete Baronin um den Finger. Doch während der Verlobungsfeier mit der echten Adeligen ereilt Paul die gerechte Strafe: der kleine Sohn der Quartiersfrau hat ihn entdeckt und benachrichtigt die Polizei. Sich am Ziel seiner Träume wähnend, nämlich dem Eintritt in die High Society, wird der Westentaschen-Casanova während der Feier abgeführt.

## Produktionsnotizen
Casanovas Erbe entstand zum Jahresbeginn 1928. Der Film passierte die Zensur am 9. Mai 1928, war 2892 Meter lang, verteilt auf sechs Akte. Ein Jugendverbot wurde erteilt. Die Uraufführung erfolgte am 15. Mai 1928 im Berliner Capitol-Kino
Die Filmbauten stammen von Alexander Ferenczy.